# 吉林大学白求恩医学部
吉林大学白求恩医学部（英語：Norman Bethune Health Science Center of Jilin University）源于吉林省白求恩医科大学，2000年其与吉林大学等合并，成为新的吉林大学白求恩医学院， 2003年医学院系重组成立了吉林大学白求恩医学部。
下辖药学院、基础医学院、公共卫生学院、临床医学院、口腔医学系、护理学院和四所直属医院吉林大学第一医院、吉林大学第二医院、吉林大学中日联谊医院、吉林大学口腔医院。

## 历史
- 1938年1月，白求恩来到八路军晋察冀军区后，为解决部队医务人员匮乏之状况，多次向军区司令员兼政委聂荣臻建议创办一所卫生学校。他说：“一个外国医疗队对你们的帮助，主要是培养人才。即使他们走了，仍然留下不走的医疗队”。随后，晋察冀军区卫生部医务训练队宣布成立，负责人为叶青山。
- 1938年8月13日，他在写给聂司令员的报告中提出了办学意见：“必须明确，培训医务人员的学校与军事院校或党校无区别，它需要称职的教员，明确的教学计划，教科书和实习的医院或病房”。对于教员人选，他认为：“必须有一个互相配合，效率很高的班子；积极热情、富有想象力，善于出主意，且能胜任对其助手的指导和监督”。聂司令员提议让白求恩当校长，但被他婉言谢绝了，他说：“我是大夫，要到前线抢救伤员，不能拴在后方，但我可以为办学做点具体事。”
- 1939年2月，白求恩率“东征医疗队”挺进冀中，在工作非常繁重的情况下，还时刻惦念着学校的筹建工作。他发现冀中有一些医科学校毕业的专门人才，很适合担任学校教员，就把这些人的名字一一记下来向军区推荐。在战斗间隙，他亲自起草了《军区卫生学校的教学方针》。6月底，白求恩因脚部感染在驻地休息，得以集中考虑学校建设。7月1日，他在报告中向聂司令员表示：“我已回来，彻底地下定了决心，把教育本地区的医生和护士作为医疗队的主要任务”。后来他又与筹建学校的同志们一起就办学思想、课程设置、教材编写等问题进行了多次讨论交流。
- 1939年9月18日，经过紧张筹建，中国国民革命军第十八集团军晋察冀军区卫生学校成立，江一真任校长。白求恩在开学典礼上发表了激昂的讲话：“我来边区不久，就与聂司令员商量办一所卫生学校，培养卫生技术人才，今天实现了！目前边区有20多万军队，有2000多伤员住在医院，我们必须尽快培养大批医生为他们服务。”学校成立前后，他编写了教学大纲和9种教材，并经常为学员授课，手把手地传帮带。在编写《游击战中师野战医院的组织和技术》期间，白求恩右手中指生了瘭疽，请翻译帮他开刀，他背过脸喊“一、二、三！”翻译在他患部切开一个十字，白求恩咬牙忍住疼痛，两天后即又操起打字机。同事劝他伤好了再写作，他却说：“这书很重要，早一天编好，大家就能早一天拿到，伤病员就少受一天苦”，结果仅用半个月教材就编完了。聂司令员后来评价说：“这是他最后心血的结晶，是他给予每个卫生工作者、伤员和指战员不可再得的高贵礼物”。朱德总司令说：“白求恩是一个富于实际主义精神的人，他看到我军许多医生技术水平低，便把教育和提高医生、护士水平作为自己的职责，他自己写课本，办学校，走到哪里，教到哪里。”
- 白求恩因抢救伤员做手术时不幸感染丹毒导致败血症不治牺牲后，晋察冀军区党委做出决定并于1940年2月16日举行大会，宣布更名为白求恩（卫生）学校。因此，该学校被简称为“白校”。
- 1946年1月，更名为白求恩医科学校，校长张文奇。

华北医科大学的毕业证是民国三十八年六月三日颁发，颁发人是校长钱信忠，政治委员耿毓桂，教育长张文奇，副教育长陈淇园。
- 1946年6月，更名为白求恩医科大学，校长殷希彭。
- 1948年，白求恩医科大学与北方大学医学院合并，升格为华北医科大学。
- 1950年7月，更名为中国人民解放军天津军医大学，校长周泽昭，隶属中央人民政府人民革命军事委员会总后勤部。
- 1951年7月，更名为中国人民解放军第一军医大学，仍隶属总后勤部。
- 1953年11月，总后卫生部召开了全军卫生工作会议，决定抗美援朝战争结束后军医大学由七个合编为四个：即一、三军医大学，五、四军医大学，六、七军医大学分别合而为一。1954年3月，一、三军医大学组成了整编合校委员会。从5月开始，天津的人员和物资陆续迁往长春，8月底迁校工作全部结束，驻天津的第一军医大学与驻长春的第三军医大学合编为新的中国人民解放军第一军医大学，驻长春[4]。隶属中国人民解放军总后勤部。校长殷希彭，车敏瞧任政治委员，王恩厚、陈淇园任副校长，康立泽任副政治委员，由车敏瞧、殷希彭、王恩厚、陈淇园、康立泽、樊复哉、方欣甫等七人组成第一军医大学党委，车敏瞧为书记。长春三军医大有五期学员：五○年级、五一年级、五二年级、五四年级、一个预备年级(五五年级)；天津一军医大有五一年级、五三年级、五四年级。9月份在长春开学。
  - 中国人民解放军第三军医大学：1948年10月长春解放前夕，东北军区派遣中国医科大学部分干部于9月28日经哈尔滨乘火车去吉林，中国医大副校长等处同志选定了一批人（张冲、王佐文、于化彤、田劳夫、陈国仕、宋玉华、李惠林、左宝瑞、李廷琛、杨孚生，李树侯、高恩显、崔希忱、赵连升、唐晶、沈友竹等)组成了先遣小队，乘吉长线火车于10月16日清晨六点多钟到长春东北30km的兴隆山站下车待命进城。当天下午18时入城干部集合，分配进城车辆。李亭植率领的小分队只领到二匹马和一辆大车用于载行李，人员步行经东大桥半夜时到现今省人民政府对面的八大厅办公楼内住下。10月17日凌晨两点多钟，斯大林大街枪声大作，弹雨纷飞，红光闪闪。10月17日早晨七点后，枪声已经平息；当天下午李亭植去南岭国立长春大学、今应化所、今财贸学院等处查看建筑与设施。新七军医院（今医大二院）尚有国军伤病兵。等处任命王克庭为院政委，张冲为副院长，二人主持医院接收。10月18日孙瑞宗和田劳夫接收长大医学院，并准备招生工作。长春市委决定校址选定为今新民主大街部分地区，接收了基础楼、校部楼、卫生系楼。组建长春医科大学，隶属于东北军区。1949年3月开学，前期是在长春招的新生，后期是由中国医大转来四十二期的一部分学员，加上国立长春大学医学院、东方医学院的高年级学生一共一百五十人。1949年5月，师生动手建校，在今卫生系楼建内科专科医院，现三院楼为外科专科医院，现二院楼为妇儿五官科综合医院。1949年9月正式开始教学。1950年3月，改编为中国人民解放军长春军医大学，隶属中央军委卫生部，受东北军区卫生部领导。1950年10月抗美援朝战争爆发，学校转入战时体制，学员基本改学野战外科与临床外科，全国各省市名医组成的各支手术队来校帮助工作。苏联专家来校开办卫生勤务学习班（讲授野战急救、阶梯后送治疗、后方治疗的组织原则及工作要领）、野战外科学习班。学员学习后均去朝鲜参战。医大各医院也收容了大批志愿军伤病员。建立了反细菌战实验中心，重点研究大脑炎，疟疾等蚊虫传染疾病。1951年7月14日，长春军医大学更名中国人民解放军第三军医大学。建校六年中，坚持边建校边教学。先后培养军医六百七十九名，中级卫生人员三百九十六名。
- 1958年7月，集体转业到地方，更名为长春医学院[4]。院长王恩厚。隶属中华人民共和国卫生部，为卫生部直属的11所重点院校之一。
- 1959年6月，更名为吉林医科大学，下放给吉林省。
- 1978年3月，复名为白求恩医科大学，校长贺云卿，收归卫生部直属。
- 2000年与原吉林大学、吉林工业大学，长春科技大学、长春邮电学院合并成为新的吉林大学,隶属中华人民共和国教育部。
- 2003年，原白求恩医科大学各院系组成吉林大学白求恩医学部。
- 2007年，成立吉林大学白求恩医学院，主要指吉林大学新民校区。
- 2010年11月2日，成为教育部与卫生部共建的10所高校医学院（部、中心）之一。

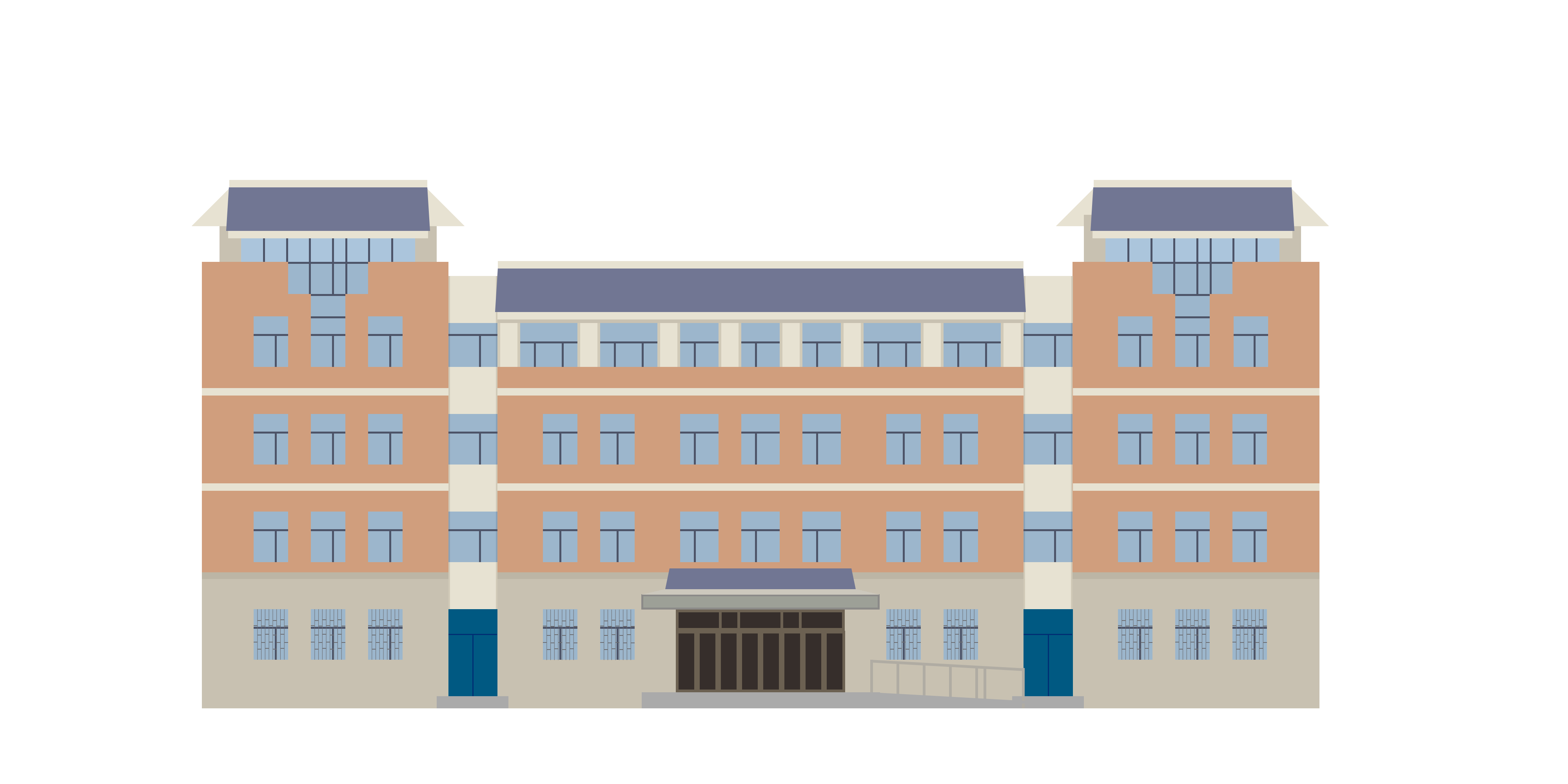
吉林大学新民校区第一教学楼

## 学院设置
- 基础医学院
- 公共卫生学院
- 药学院
- 护理学院
- 白求恩第一临床医学院
- 白求恩第二临床医学院
- 白求恩第三临床医学院
- 白求恩口腔医学院[5]

## 专业设置
本科专业：临床医学专业（五年制、七年制、医学实验班）、临床医学（医事法学）、口腔医学专业（五年制、七年制）、预防医学专业、放射医学专业、信息管理与信息系统专业（医药）、药学专业、生物工程专业和护理专业。共有在读学生6773人，为中国规模较大的医学院系。

## 附属医院
- 吉林大学第一医院
- 吉林大学第二医院
- 吉林大学中日联谊医院
- 吉林大学口腔医院[5]

## 学报
《吉林大学学报（医学版）》（原《白求恩医科大学学报》）

## 公司
1958年，白求恩医科大学成立了白求恩医科大学制药厂，下辖内蒙古白医制药股份有限公司和白求恩医科大学制药厂二厂两个分厂，由白求恩医科大学控股。2000年，药厂转由吉林大学控股。2019年药厂被民营企业盛荣医药产业集团收购并更名为长春白求恩制药有限公司。